# گمینا سوبینگ-یژوره
گمینا سوبینگ-یژوره (به لهستانی:  Gmina Sobienie-Jeziory) یک گمینا در لهستان است که در شهرستان اوتووتسک واقع شده‌است. گمینا سوبینگ-یژوره ۹۷٫۳۷ کیلومتر مربع مساحت و ۶٬۲۲۹ نفر جمعیت دارد.